# San Casimiro (Kikima selo)
San Casimiro (Saint Casimir), rancheria (selo) Kikima (Halyikwamai) Indijanaca kojeg nalazi Otac Kino u veljači/ožujku 1702. bez sumnje na lijevoj obali rijeke Colorado u sjeverozapadnoj Sonori, današnji Meksiko.
Bilježi ga Bancroft u No. Mex. States, I, 500, 1884 i Coues, Garcés Diary, 178, 1900.